# Хрущёвы
Хрущёвы (Хрущо́вы) — древний дворянский род.
При подаче документов для внесения рода в Бархатную книгу, были предоставлены две родословные росписи Хрущёвых: Афанасием (16 марта 1686 года) и Фомой (8 июня 1686 года), роспись служб Хрущёвых за (1580—1582 годы), был сделан запрос в Посольский приказ о выписке из польских летописных и гербовных книг о происхождении шляхстве и гербе Хрущовых.
В родословной росписи поданной (16 марта 1686) сказано: «Хрущовы служили в Чешской земле и в каруне польской в честях и дан им герб, в том свидетельствуют русские и польские летописцы и гербовые книги и ведомо то в государственном польском приказе и из коруны польской того нашего роду выехал Иван Иванович Хрущов». Иван Иванович выехал к великому князю московскому со своим братом, коему в крещении имя Яков и от него пошёл род Мясоедовых.

## Происхождение и история рода
Родоначальник, Иван Иванович Хрущ, якобы выехал из Литвы в Россию со своим братом (1493) к великому князю Ивану III Васильевичу, приняв православие, стал именоваться Хрущёвым. Великий князь Иван Васильевич пожаловал его волостями в Туле и Веркуше и оставил его на службе при себе в Москве. Дети же Ивана Ивановича, получив поместья, служили сначала по городу Туле, а позднее и в других городах и записаны в дворовой книге (1537) и в Тысячной книге (1550).
Существует ещё два рода Хрущёвых, на происхождение которых от упомянутого выше рода нет никаких фактических указаний:
- потомство Фатьяна Хрущёва, испомещенного (1572) поместьями в Тарусском уезде,
- потомство Григория Хрущёва, жившего в первой четверти XVII века.

Связь этих двух родов между собою остаётся также невыясненной. Хрущёвы играли видную роль в конце XVI и начале XVII вв. при сношениях Московского правительства с ордынцами и поляками, в особенности часто пользовались их услугами для политического воздействия на донских и заднепровских казаков.
Член государственного совета, генерал от инфантерии, герой Крымской войны Александр Петрович Хрущов назначил своим наследником внучатого племянника Гавриила Александровича Сокольникова, которому (8 января 1870) разрешено именоваться фамилией Хрущов-Сокольников.

## Описание герба
Щит разделён на две части перпендикулярно и от середины щита к нижним углам двумя диагональными чертами, из коих в правой части в голубом поле изображены два золотых Креста и между ними серебряная Подкова (польский герб Любич). В левой части в красном поле серебряная Стрела летящая в верх, сопровождаемая по сторонам двумя золотыми Звёздами шестиугольными, над сею Стрелою виден золотой Полумесяц рогами обращённый вниз (польский герб Гарчинский). В нижней части в золотом поле Лев с серебряной стрелою, выходящей из Стены красного цвета.
Щит увенчан обыкновенным дворянским шлемом с дворянскою на нём Короною и тремя страусовыми перьями. Намёт на щите голубого и красного цвета, подложенный золотом. Герб рода Хрущёвых внесён в Часть II Общего гербовника дворянских родов Российской империи, стр. 111.

## Геральдика
Герб Хрущёвых принадлежит к числу ранних русских гербов. В мае-июне 1686 года Хрущёвы подали в Посольский приказ для перевода на русский язык «свидетельствованный лист» польских послов о шляхетстве Хрущовых, одновременно они просили выписать об их происхождении из «Орбиса Полонуса». Палата родословных дел также (15 июня 1686) обратилась в Посольский приказ с просьбой о выписке из польских летописных и гербовых книг о Хрущовых. Выписка из «Орбиса Полонуса» была ей направлена (сентябрь 1686) и использовалась в качестве доказательства, обосновавшего право семьи на внесение в родословную книгу.
В ответе, посланном Посольским приказом, герб Хрущёвых описывался как: «….на огне сидящая саламандра, свиреп зверек с распростёртыми крылами, пишется на короне хвост павлинов, а использована она, как символ на войнах храбрости и смелости, которую между пламенно серным огньми и воинскими нарядами показали суть и для того, что в воинском подъёме между каменными горами и твердыми неудобными стремнинами ядовитых змиев, полных скорпиею, огнь разжег и у расселины убил хрущов, которые близ стану его ночного случилось».

### Герб Хрущовых жалованных поместьями в 1622 г.
Высочайше утверждённый герб Хрущовых (ОГ. II. 111), жалованных поместьями в 1622 году и других годах представляет эмблемы расположенные в полях:
1. В синем поле серебряная подкова шипами к низу, в подкове и под подковой по золотому лапчатому кресту. Помещённая в первой части этого щита фигура представляет собой польский герб Lubicz.
2. В красном поле серебряная стрела остриём кверху, по бокам её две золотые шестиугольные звезды, над ней золотой же месяц рогами книзу. Помещённые во второй части герба фигуры представляют собой польский герб Garczynsky.
3. В золотом поле выходящий из-за красной стены лев с серебряной стрелой в лапах. Помещённая в третьей части щита фигура представляет собой несколько изменённый польский герб Prawdzic[4].

#### Герб потомства Петра Васильевича Хрущова 1911 года.
Герб потомства Петра Васильевича Хрущова Высочайше утверждён (11 марта 1911) и представляет собой: в серебряном поле, в пламени, обращённая вправо чёрная саламандра. Нашлемник павлиний хвост. Щитодержатели: два льва. Девиз: «Силой и храбростью». Этот герб представляет собой польский герб Salamandra (Саламандра).

## Известные представители
- Хрущов Еремей Иванович — завоеводчик в Ливонском походе (1540).
- Хрущов Лука Иванович — воевода ертаульского полка в Казанском походе (1544), воевода Большого полка в Полоцком походе (1550).
- Хрущов Василий Васильевич — осадный воевода в Венёве (1571—1572).
- Хрущов Лукьян Борисович — воевода против Черкас (1580).
- Хрущов Лука Петрович Казаринов — воевода передового полка на Дону (1585).
- Хрущов Александр Васильевич — воевода сторожевого полка на Салове и Плаве (1587).
- Хрущов Тимофей Гаврилович — воевода в Данкове (1598).
- Хрущов Борис Лукич — воевода в Переслав-Рязанском (1587), воевода Большого полка в Туле (1605).
- Хрущов Борис — голова в Воронеже (1600).
- Хрущов Пётр Лукич — послан царём Борисом Годуновым убеждать донских казаков идти против Лжедмитрия I, был взят в плен и замучен в Путивле за обличение самозванца (1605).
- Хрущов Степан Лукьянович — посланник в Крым (1618), в Ельце взят в плен Сагайдачным и отдан в Литву. Воевода в Дедилове (1624—1627).
- Хрущовы: Клементий и Василий Борисовичи, Михаил Осипович — пожалованы вотчинами за московское осадное сидение (1610; 1618 и 1628).
- Хрущов Григорий Петрович — воевода в Ельце (1625—1626), в Лебедяне (1629), в Туле (1633—1634).
- Хрущов Яков Лукьянович — воевода в Болхове (1629), в Осколе (1631—1634), в Евремове (1638—1639).
- Хрущов Устин Афанасьевич — воевода в Венёве (1634), в Болхове (1648—1649).
- Хрущов Степан Лукьянович — воевода в Устюге-Великом (1637), в Казани (1641—1643).
- Хрущов Трофим — воевода в Царево-Алексееве городе (1653).
- Хрущов Сеит Алексеевич — воевода в Воронеже (1659—1660).
- Хрущов Тимофей Устинович — стольник, воевода в Коротояке (1659), в Алатыре (1668).
- Хрущов Данила Иванович — стряпчий, воевода в Кетском остроге (1664), в Томске (1664).
- Хрущов Фёдор Большой Григорьевич — стольник, воевода в Ельце (1664—1665), в Мангазее (1668), в Верхотурье (1668—1672), в Тобольске (1672—1674).
- Хрущов, Степан Иванович — воевода в Козлове (1669—1671), в Нежине (1672).
- Хрущов Алимпий — дьяк, воевода в Серпухове (1671—1672), в Ваге (1682).
- Хрущов Прокофий Алимпович — дьяк, воевода в Серпухове (1671—1678 и 1681—1684) (четыре раза).
- Хрущов Афанасий Устинович — воевода в Козлове (1672—1673).
- Хрущов Леонтий Фёдорович — воевода в Верхотурье (1673—1674), в Березове (1696—1697).
- Хрущов Фёдор Меньшой Григорьевич — стольник, воевода в Путивле (1677—1678).
- Хрущов Тимофей Устинович — воевода у Рязанских засек (1678—1679).
- Хрущов Фёдор Степанович — стольник, ранен под Азовом (24 июня 1696).
- Хрущов Еремей Назарьевич — стольник, воевода в Воронеже (1699).
- Хрущов, Андрей Фёдорович — казнён вместе с Волынским (1740).
- Хрущов Михаил Семёнович — разжалован из генерал-поручиков в генерал-майоры (22 января 1742), позже чин возвращён (25 апреля 1742).
- Хрущов, Пётр Фёдорович — поручик Измайловского полка, за заговор в пользу императора Ивана Антоновича сослан на Камчатку (24 октября 1762), где сошёлся со ссыльными Гурьевыми и Беньевским, перевязав местное начальство и захватив торговое судно, бежали во Францию, где Павел Хрущов был принят в гвардию капитаном.
- Хрущовы: Иван Кириллович (ум. 1810) и начальник бригады Алексей Иванович (1795), кавалер ордена Святого Георгия 3-й степени служили под начальством А. В. Суворова.
- Хрущов Василий Николаевич — начальник дружины в ополчении (1812).
- Хрущов Николай Васильевич — с отличием служил в Турецкую (1828) и Польскую (1831) войны.
- Хрущов Михаил Николаевич — участник в Крымской (1855) и Польской (1864) войнах.
- Хрущов, Александр Петрович — кавалер ордена Святого Георгия 3-й степени (1856)[2][5].

## Источник
- Хрущовы // Энциклопедический словарь Брокгауза и Ефрона : в 86 т. (82 т. и 4 доп.). — СПб., 1890—1907.
- Руммель В. В., Голубцов В. В. Родословный сборник русских дворянских фамилий. — Т. 2. — С. 612-644.